# Calendário inca

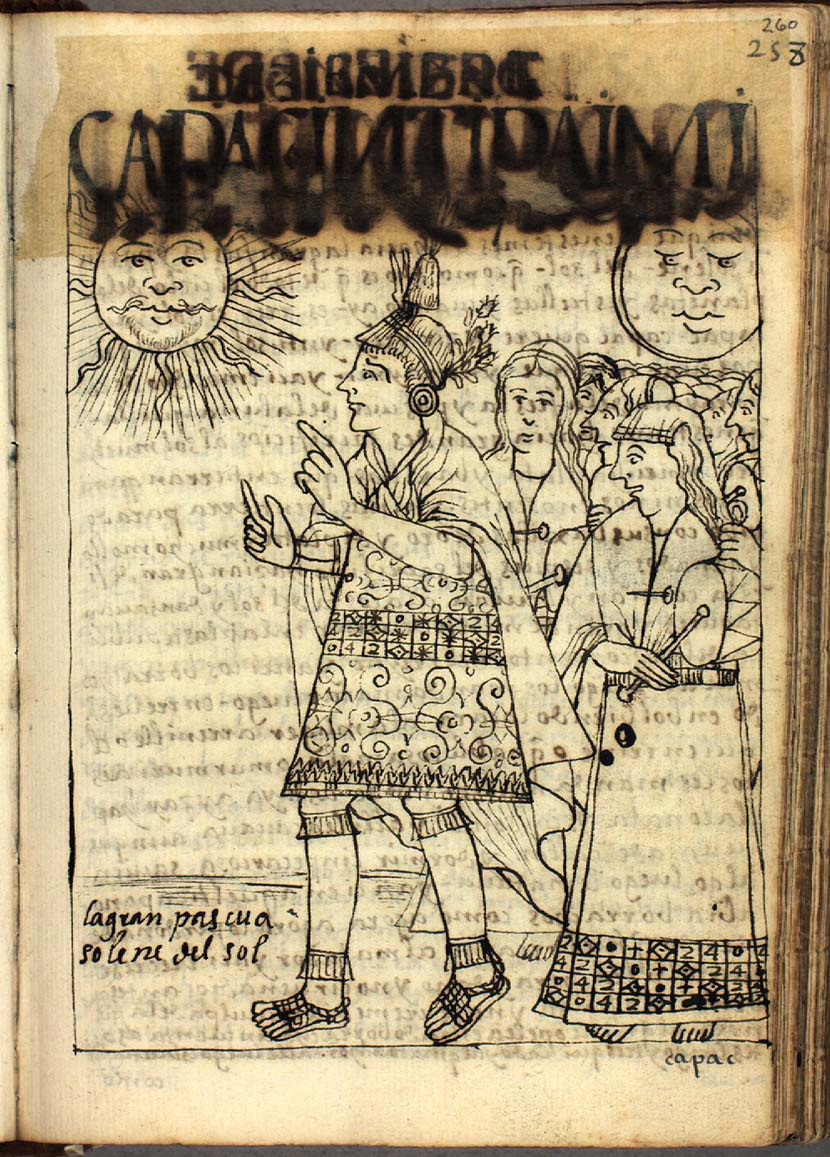
Cápac Raymi, início do ano inca, segundo Guaman Poma.

O Calendário inca é um sistema de medição de tempo, realizado em Cusco pelos governantes do Império Inca. Estava determinado a partir da observação do Sol e a Lua.
Os incas tinham um calendário de trinta dias, no qual cada mês tinha o seu próprio festival.
Os meses e celebrações do calendário são os seguintes:
| Mês Gregoriano | Mês Inca     | Tradução                        |
| Janeiro        | Huchuy Pacoy | Pequena colheita                |
| Fevereiro      | Hatun Pocoy  | Grande colheita                 |
| Março          | Pawqar Waraq | Ramo de flores                  |
| Abril          | Ayriwa       | Dança do milho jovem            |
| Maio           | Aymuray      | Canção da colheita              |
| Junho          | Inti Raymi   | Festival do Sol                 |
| Julho          | Anta Situwa  | Purificação terrena             |
| Agosto         | Qapaq Situwa | Sacrifício de purificação geral |
| Setembro       | Qaya Raymi   | Festival da rainha              |
| Outubro        | Uma Raymi    | Festival da água                |
| Novembro       | Ayamarqa     | Procissão dos mortos            |
| Dezembro       | Qapaq Raymi  | Festival magnífico              |

Confira a matéria completa:
Império Inca.